# Тинзапарин
Тинзапарин (англ. Tinzaparin, лат. Tinzaparinum — природний препарат з групи прямих антикоагулянтів — інгібіторів фактора Х згортання крові, який застосовувався парентерально (підшкірно та внутрішньовенно). Тинзапарин розроблений у лабораторії данської компанії «Leo Pharma Inc.» Тинзапарин застосовувався для профілактики тромбозів та тромбоемболій, та був допущений FDA для використання на території США до 2011 року, після чого був знятий з реєстрації у зв'язку із нижчою ефективністю у порівнянні з іншими низькомолекулярними гепаринами, та високою ймовірністю контамінації сировини для виготовлення препарату збудниками інфекційних захворювань.

## Фармакологічні властивості
Тинзапарин — природний препарат, що по хімічному складу є низькомолекулярним гепарином із молекулярною масою в середньому 6500 дальтон (від 5500 до 7500 дальтон), який виділений із слизової оболонки кишечника свині та деполімеризований за участю гепаринази, виділеної из Flavobacterium heparinum. Механізм дії препарату полягає у пригніченні фактора Ха згортання крові, опосередкованого антитромбіном. Тинзапарин лише частково зв'язується з тромбіном у зв'язку із відсутністю у більшості молекул низькомолекулярних гепаринів 18-сахаридної послідовності, необхідної для зв'язування із тромбіном, а також не збільшує активований частковий тромбопластиновий час (аЧТЧ). Тинзапарин застосовувався для лікування та профілактики тромбозів і тромбоемболічних ускладнень, а також для лікування гострого коронарного синдрому. Проте, згідно клінічних досліджень, тинзапарин є менш ефективнішим за інші низькомолекулярні гепарини при застосуванні при гострому коронарному синдромі, а також для лівання і профілактики тромбоемболічних ускладнень.

### Фармакодинаміка
Після підшкірного введення тинзапарин швидко всмоктується та розподіляється в організмі. Біодоступність препарату становить при підшкірному введенні 86,7 %, при внутрішньовенному застосуванні 100 %. Час напівусмоктування препарату складає 200 хвилин, час досягнення максимальної концентрації в крові 2—3 години, а максимальна активність препарату досягається за 4—5 годин після підшкірної ін'єкції. Тинзапарин частково метаболізується у печінці. Виводиться препарат із організму з сечею переважно у незміненому вигляді. Період напіввиведення тинзапарину становить 80 хвилин, і цей час може збільшуватися при хронічній нирковій недостатності.

## Показання до застосування
Тинзапарин застосовувався для лікування і профілактики тромбозів та тромбоемболій, та для профілактики венозного тромбозу в системі екстракорпорального гемодіалізу.

## Побічна дія
При застосуванні тинзапарину спостерігалися наступні побічні ефекти — тромбоцитопенія, збільшення активності амінотрансфераз, висипання на шкірі та припікання в місці ін'єкції, алергічні реакції.

## Протипокази
Тинзапарин протипоказаний при підвищеній чутливості до препарату, гострому бактеріальному ендокардиті; важкій нирковій недостатності; кровотечі; виразковій хворобі в стадії загострення; при наявності індукованої гепарином тромбоцитопенії; схильності до гіпокоагуляції. Не рекомендовано застосування препарату при вагітності та годуванні грудьми, важкій нирковій недостатності, а також люмбальній пункції.

## Форми випуску
Тинзапарин випускався у вигляді ампул по 2 мл (40 000 ОД). На 1 жовтня 2016 року в Україні не зареєстрований.